# Ботонд Шторц
Ботонд Шторц (угор. Storcz Botond, нар. 30 січня 1975, Будапешт, Угорщина) — угорський веслувальник на байдарках, триразовий олімпійський чемпіон (двічі 2000 рік, 2004 рік), чотириразовий чемпіон світу.

## Кар'єра
Ботонд Шторц народився 30 січня 1975 року в місті Будапешт. 
Перший успіх до спортсмена прийшов у 1997 році. На чемпіонатів світу він переміг на одиночних дистанціях (500 та 1000 метрів). Окрім цього він переміг у складі байдарки-четвірки на дистанції 500 метрів, а на дистанції 1000 метрів виграв срібну нагороду. У кінці року Шторц був визнаний найкращим спортсменом Угорщини. Наступний чемпіонат світу завершився для нього двома срібними нагородами у складі екіпажу-четвірки (500 та 1000 метрів). У 1999 році виступив на чемпіонаті світу в парі з Габором Хорватом, вигравши срібну медаль. У байдарках-четвірках Шторц виграв золоту медаль на дистанції 1000 метрів, а також бронзову на дистанції 500 метрів. На своїх перших Олімпійських іграх у 2000 році спортсмен став дворазовим олімпійським чемпіоном. Екіпаж-четвірка у складі Шторца, Каммерера, Хорвата та Верецкея виграли дистанцію 1000 метрів. Друге золото йому приніс дует з Каммерером на дистанції 500 метрів.
Наступний олімпійський цикл став для спортсмена менш успішним у плані нагород на чемпіонатах світу. У 2001 році він став срібним призером (байдарка-четвірка 1000 метрів), а у 2002 - бронзовим (байдарка-двійка 500 метрів). На Олімпійських іграх у 2004 році, аналогічним складом що і у 2000 році, спортсмен захистив титул олімпійського чемпіона, у складі байдарки-четвірки 1000 метрів. Разом з Каммерером повторити досягнення йому не вдалося, фінішувавши п'ятим у фіналі.
Після заваршення кар'єри працював тренером в Університеті Земмельвайса. З 2009 року працює головним тренером збірної Угорщини.

## Виступи на Олімпійських іграх
| Олімпіада   | Дисципліна                     | Місце |
| ----------- | ------------------------------ | ----- |
| Сідней 2000 | байдарки-двійки, 500 метрів    | 1     |
| Сідней 2000 | байдарки-четвірки, 1000 метрів | 1     |
| Афіни 2004  | байдарки-двійки, 500 метрів    | 5     |
| Афіни 2004  | байдарки-четвірки, 1000 метрів | 1     |